# Croix de cimetière de Monterrein

La croix du cimetière de Monterrein est située, près de l'église Saint-Malo, au cimetière de  Monterrein dans le Morbihan.

## Historique
La croix du cimetière de Monterrein fait l’objet d’une inscription au titre des monuments historiques depuis le 30 mai 1927.

## Architecture
La croix, à bras « pattés », présente en son centre une croix et une coupe gravées